# Héctor Ulloa Aguilera
Héctor David Ulloa Aguilera (Puerto Montt, 6 de agosto de 1969) es un abogado y político chileno. Se desempeñó como concejal de Puerto Montt entre los años 2012 y 2020. El año 2021 resulta electo como diputado por el distrito 26 en la Región de los Lagos.

## Biografía
Oriundo de Puerto Montt, nació el 6 de agosto de 1969. Su padre, Héctor Ulloa Eugenín, fue marino mercante dalcahuino, mientras que su madre, Graciela Edith Aguilera Pérez, profesora normalista de origen castreño. Se casó con Mirka Danissa Kalazic Muñoz el 14 de septiembre de 2001.
Su Enseñanza Media la realizó completamente en el Colegio San Francisco Javier de Puerto Montt. Se tituló de abogado en la Pontificia Universidad Católica.
Se desempeñó como concejal de Puerto Montt entre los años 2012 y 2020. En las elecciones de 2016 obtuvo la primera mayoría con 2.832 sufragios.
En las elecciones del 21 de noviembre de 2021 fue electo diputado en representación del 26° Distrito, que compone las comunas de Ancud, Calbuco, Castro, Chaitén, Chonchi, Cochamó, Curaco de Vélez, Dalcahue, Futaleufú, Hualaihué, Maullín, Palena, Puerto Montt, Puqueldón, Queilén, Quellón, Quemchi y Quincha, Región de Los Lagos, en el Nuevo Pacto Social y como independiente del Partido Ciudadanos, con 9.176 votos, equivalentes al 6,16% del total de los sufragios válidamente emitidos.

## Historial electoral

### Elecciones municipales de 2016
- Elecciones municipales de 2016, para el Concejo Municipal de Puerto Montt[4]

### Elecciones parlamentarias de 2021
- Elecciones parlamentarias de 2021 a Diputado por el distrito 26 (Calbuco, Cochamó, Maullín, Puerto Montt, Ancud, Castro, Chaitén, Chonchi, Curaco de Vélez, Dalcahue, Futaleufú, Hualaihué, Palena, Puqueldón, Queilén, Quellón, Quemchi, Quinchao).[5][6]